# سقط جنین در آلاسکا
سقط جنین در آلاسکا، تا زمانی که یک پزشک مجاز این روش را انجام دهد، در تمام مراحل بارداری قانونی است، ۶۳ درصد از بزرگسالان در نظرسنجی مرکز تحقیقات پیو گفتند که سقط جنین در همه یا بیشتر موارد باید قانونی باشد. آلاسکا یکی از چهار ایالتی بود که بین سال‌های ۱۹۶۷ و ۱۹۷۰ سقط جنین را قانونی کرد، چند سال قبل از تصمیم دادگاه عالی ایالات متحده در سال ۱۹۷۳. آلاسکا تا سال ۲۰۰۷ برای زنانی که به دنبال سقط جنین بودند، شرایط رضایت را داشت که به ارائه دهندگان سقط جنین ملزم می‌شد تا بیماران را در مورد ارتباط بین سقط جنین و سرطان سینه هشدار دهند.
تعداد کلینیک‌های سقط جنین در آلاسکا رو به کاهش بوده‌است، از چهارده در سال ۱۹۸۲ به سیزده در سال ۱۹۹۲ به سه در سال ۲۰۱۴ رسید. برای زنان فقیر، بودجه دولتی برای سقط جنین وجود دارد. هم فعالان حقوق سقط جنین و هم فعالان ضد سقط جنین در ایالت حضور دارند و در سال ۲۰۱۹ تظاهراتی برگزار کرده‌اند.

## تاریخچه
آلاسکا، کالیفرنیا و نیوهمپشایر به‌طور داوطلبانه اطلاعات مربوط به سقط جنین را در سال ۲۰۰۰ یا ۲۰۰۱ به مرکز کنترل بیماری ارائه نکردند در سال ۲۰۱۴، ۶۳ درصد از بزرگسالان در نظرسنجی مرکز تحقیقات پیو گفتند که سقط جنین باید در همه یا بیشتر موارد قانونی باشد و ۳۴ درصد اعلام کردند که در همه یا بیشتر موارد باید غیرقانونی باشد.

### تاریخچه قانونگذاری
آلاسکا، هاوایی، واشینگتن و نیویورک تنها چهار ایالتی بودند که سقط جنین را بین سال‌های ۱۹۶۷ و ۱۹۷۰ قانونی کردند و دلیلی برای درخواست سقط جنین نمی‌خواستند. در سال ۱۹۷۰، آلاسکا برخی از قوانین سقط جنین را همراه با هاوایی، نیویورک و واشینگتن لغو کرد. سال بعد، آلاسکا قانون خود را که سقط جنین را یک جرم جنایی می‌دانست، لغو کرد. قانون ایالتی هنوز در سال ۱۹۷۱ ایجاب می‌کرد که هر زنی که سقط قانونی در ایالت انجام می‌دهد باید برای مدت مشخصی بین ۳۰ تا ۹۰ روز در آلاسکا اقامت داشته باشد.
برخی از ایالت‌ها مانند آلاسکا، می‌سی‌سی‌پی، ویرجینیای غربی، تگزاس و کانزاس، قوانینی را تصویب کرده‌اند که ارائه دهندگان سقط جنین را ملزم می‌کنند تا بیماران را در مورد ارتباط بین سقط جنین و سرطان سینه هشدار دهند و سایر هشدارهای علمی بدون پشتوانه را صادر کنند. این ایالت یکی از ۲۳ ایالتی بود که در سال ۲۰۰۷ دارای شرایط دقیق رضایت آگاهانه مخصوص سقط جنین بود. آلاسکا و مینه سوتا هر دو نیاز دارند که به زنانی را که بعد از ۲۰ هفته به دنبال سقط جنین هستند مطلع کنند که در حالی که متخصصان در مورد اینکه آیا جنین می‌تواند در هفته ۲۰ احساس درد کند یا نه، اختلاف نظر دارند، اما ممکن است. این سردرگمی متخصص که در قانون نوشته شده‌است، با وجود نتیجه‌گیری مجله انجمن پزشکی آمریکا مبنی بر اینکه حسگرهای درد در جنین تا هفته‌های ۲۳ تا ۳۰ ایجاد نمی‌شوند، وجود دارد
لایحه خانه 250 (House Bill 250) در سال ۲۰۱۷ توسط نماینده دیوید ایستمن معرفی شد. این لایحه قانون زندگی در زمان لقاح نامیده شد و هرگز از کمیته مجلس آلاسکا خارج نشد. در سال ۲۰۱۷، ایالت واشینگتن، نیومکزیکو، ایلینویز، آلاسکا، مریلند، ماساچوست، کنکتیکت و نیوجرسی طبق قانون ایالتی به غیر پزشکان واجد شرایط اجازه می‌دهند فقط برای سقط جنین پزشکی دارو تجویز کنند. در ماه مه ۲۰۱۹، ایستمن لایحه ۱۷۸ مجلس نمایندگان را معرفی کرد که سقط جنین را به عنوان «قتل یک کودک متولد نشده» تعریف می‌کند. این لایحه هرگز در یک کمیته شنیده نشد.
در سال ۲۰۲۲، فرماندار مایک دانلیوی به اصلاحیه ای در قانون اساسی آلاسکا که قانونی بودن سقط جنین در این ایالت را روشن می‌کند، ابراز علاقه کرد.

### سابقه قضایی
تصمیم دادگاه عالی ایالات متحده در سال ۱۹۷۳ به این معنی است که ایالت دیگر نمی‌تواند سقط جنین را در سه‌ماهه اول تنظیم کند.

### تاریخچه کلینیک

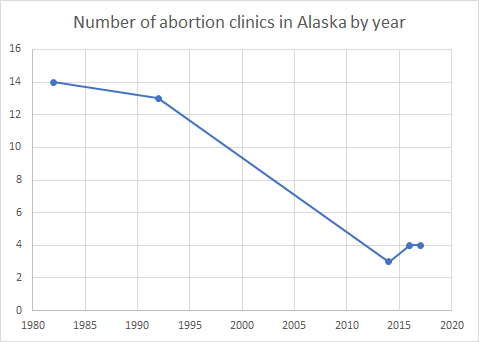
تعداد کلینیک‌های سقط جنین در آلاسکا بر اساس سال

بین سال‌های ۱۹۸۲ و ۱۹۹۲، تعداد کلینیک‌های سقط جنین در ایالت ۱ مورد کاهش یافت و از ۱۴ در سال ۱۹۸۲ به ۱۳ در سال ۱۹۹۲ رسید در سال ۲۰۱۴، ۳ کلینیک سقط جنین در این ایالت وجود داشت. ۹۰ درصد از شهرستان‌های ایالت کلینیک سقط جنین نداشتند. در آن سال، ۳۷ درصد از زنان ۱۵ تا ۴۴ ساله در ایالت بدون کلینیک سقط جنین زندگی می‌کردند. در مارس ۲۰۱۶، ۴ کلینیک برنامه‌ریزی شده والدین در ایالت وجود داشت. در سال بعد، هنوز ۴ کلینیک برنامه‌ریزی شده والدین وجود داشت که همگی خدمات سقط جنین را در ایالتی با جمعیت ۱۶۷۸۱۵ زن ۱۵ تا ۴۹ ساله ارائه می‌کردند.

## آمار
در سال ۱۹۹۰، ۶۹۰۰۰ زن در ایالت با خطر حاملگی ناخواسته مواجه شدند. در سال ۲۰۱۳، در میان زنان سفیدپوست ۱۵ تا ۱۹ ساله، ۱۳۰ سقط جنین، ۱۰ سقط جنین برای زنان سیاهپوست ۱۵ تا ۱۹ ساله، ۲۰ سقط جنین برای زنان اسپانیایی ۱۵ تا ۱۹ ساله و ۷۰ سقط جنین برای زنان از تمام نژادهای دیگر وجود داشت. در سال ۲۰۱۷، نرخ مرگ و میر نوزادان در این ایالت ۵٫۶ مرگ و میر در هر ۱۰۰۰ تولد زنده بود.

## تأمین مالی سقط جنین
۱۷ ایالت از جمله این ایالت از بودجه خود برای پوشش تمام یا بیشتر سقط جنین‌های «از نظر پزشکی ضروری» که توسط زنان کم درآمد تحت مدیکید درخواست می‌شود، استفاده می‌کنند، که ۱۳ مورد آن طبق دستور دادگاه ایالتی ملزم به انجام این کار هستند. در سال ۲۰۱۰، این ایالت دارای ۸۳۵ سقط جنین با بودجه عمومی بود که از این تعداد به ۸۳۵ مورد با بودجه ایالتی بود.

## دیدگاه‌ها و فعالیت‌های مربوط به حقوق سقط جنین

### اعتراضات
زنان ایالت به عنوان بخشی از جنبش #StoptheBans در ماه مه ۲۰۱۹ در راهپیمایی‌های حمایت از حقوق سقط جنین شرکت کردند صدها زن در تظاهراتی در آنکوریج در پارک تاون اسکوئر در اعتراض به قانون پیشنهادی در مجلس آلاسکا برای محدود کردن حقوق سقط جنین شرکت کردند. این رویداد توسط Planned Parenthood Votes و Alaska ACLU سازماندهی شد. تجمع دیگری در کاپیتول آلاسکا در جونو در ماه مه ۲۰۱۹ در مخالفت با لایحه پیشنهادی نماینده جمهوریخواه برگزار شد.

## دیدگاه‌ها و فعالیت‌های ضد سقط جنین

### دیدگاه‌ها
نماینده مجلس دیوید ایستمن (R-Wasilla) در سال ۲۰۱۷ توسط مجلس قانونگذاری آلاسکا مورد انتقاد قرار گرفت، زیرا او گفت که زنان از حمایت مدیکید برای سقط جنین برای «سفر رایگان به شهر» استفاده می‌کنند.

### اعتراضات
یک اعتراض کوچک ضد سقط جنین توسط فعالان حقوق سقط جنین در کاپیتول آلاسکا در جونو در ماه مه ۲۰۱۹ در حمایت از محدودیت‌های پیشنهادی برای دسترسی زنان به سقط جنین قانونی در ایالت سازماندهی شد.